# لي شينغلونغ
لي شينغلونغ (بالصينية: 李圣龙) (ولد في 30 يوليو 1992 في شانغهاي) لاعب كرة قدم صيني يلعب حاليا في نادي دوري السوبر الصيني شانغهاي إس آي بي جي.

## وصلات خارجية
- لي شينغلونغ على موقع قاعدة بيانات كرة القدم.إي يو (الإنجليزية)
- لي شينغلونغ على موقع Soccerway.com (الإنجليزية)

- لي شينغلونغ  على سكروي